# Рубаненко Леонід Іванович
Леонід Іванович Рубаненко (11 квітня 1957 — 3 жовтня 2023) — український громадський діяч, заслужений економіст України.
Народився 11 квітня 1957 в селі Щеголек, Біловський район, Курська область, Російська Федерація.

## Професійна діяльність
- начальник цеху ХТЗ ім. Орджонікідзе; голова Орджонікідзевського РВК м. Харкова;
- начальник Головного адміністративного управління транспорту, зв'язку та шляхового господарства Харківського міського виконкому;
- заступник генерального директора з економічних питань ТПВ «Харківкомунпромвод»;
- голова правління корпорації "Консалтингова група «Рубаненко і партнери».

## Громадська діяльність
- президент Спілки податкових консультантів України;
- заступник голови Громадської колегії при Державній податковій адміністрації України;
- голова Громадської колегії Комітету Верховної Ради України з питань податкової та митної політики.

## Відзнаки
- Почесна грамота Кабінету Міністрів України;
- Почесна грамота Харківської обласної державної адміністрації;
- Заслужений економіст України